# شرکت آلفرد دانهیل
شرکت آلفرد دانهیل (انگلیسی: Alfred Dunhill Ltd.) شرکت کالای لوکس بریتانیایی است، که در زمینه تولید محصولات چرمی، لوازم مد، عطر، کت شلوار و انواع پوشاک آماده فعالیت می‌نماید.
دفتر مرکزی این شرکت در شهر وست مینستر، لندن است. این شرکت همچنین صاحب یک کارگاه چرم و پیپ در والتهامستو است. دانهیل  در حال حاضر متعلق به هلدینگ لیمیتد ریچمونت (قبلا گروه لوکس وندوم) است و توسط مدیر عامل موقت اندرو هلمز مدیریت می شود.
شرکت آلفرد دانهیل در سال ۱۸۹۳ توسط آلفرد دانهیل تأسیس شد، در سال ۱۹۶۳ برند سیگار دانهیل را راه اندازی کرد. آلفرد دانهیل در حال حاضر بخشی از گروه ریشمون بشمار می‌آید و دفتر مرکزی آن در شهر لندن قرار دارد.
آلفرد دانهیل در سال 1985 حمایت مالی از مسابقات گلف را آغاز کرد.